# Парасимпатическая нервная система

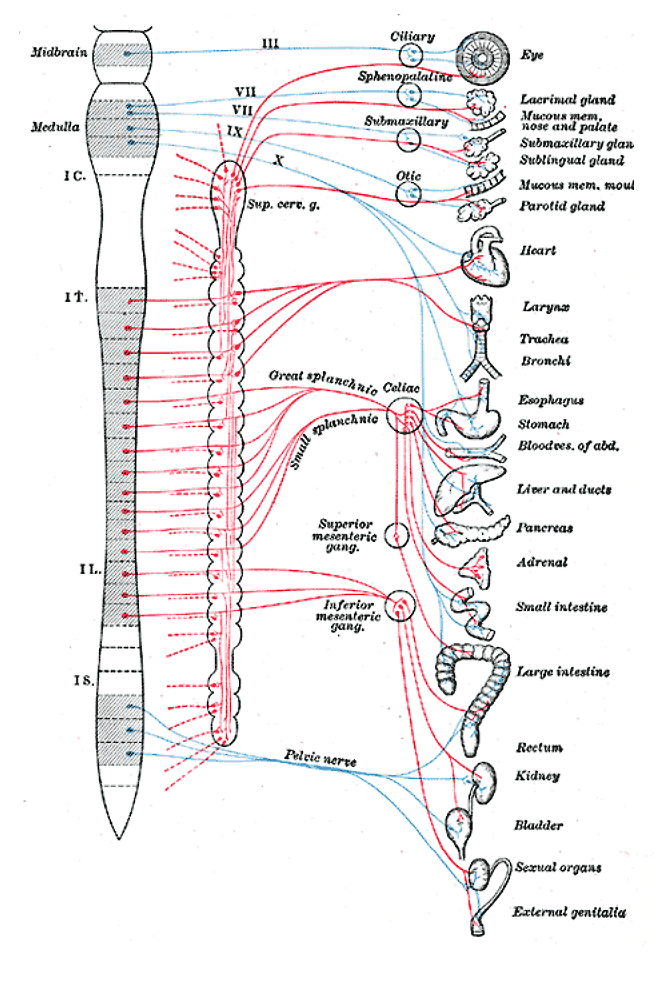
Анатомия иннервации вегетативной нервной системы. Системы: симпатическая (красным) и парасимпатическая (синим)

Парасимпати́ческая не́рвная систе́ма — часть вегетативной нервной системы, связанная с симпатической нервной системой, но в противоположность ей направлена на накопление (питание, запасание) энергии, например активное переваривание пищи, восстановление сил и т.д. В парасимпатической нервной системе находятся ганглии (нервные узлы).

## Эмбриология
Эмбриональным источником для парасимпатической системы является ганглиозная пластинка. Парасимпатические узлы головы образуются путём миграции клеток из среднего и продолговатого мозга. Периферические парасимпатические ганглии пищеварительного канала происходят из ганглиозной пластинки, там же, где формируется N. vagus.

## Анатомия и морфология
У млекопитающих в парасимпатической нервной системе выделяют центральный и периферический отдел. Центральный включает ядра головного мозга. По результатам исследований 2017 года ядра крестцового отдела спинного мозга более не относятся к парасимпатической нервной системе.
Основную массу парасимпатических узлов составляют мелкие ганглии, диффузно разбросанные в толще или на поверхности внутренних органов. Для парасимпатической системы характерно наличие длинных отростков  преганглионарных нейронов и  коротких отростков постганглионарных нейронов.
Головной отдел подразделяют на среднемозговую и продолговатомозговую части. Среднемозговая часть представлена добавочным парасимпатическим ядром глазодвигательного нерва (ядром Якубовича или Эдингера-Вестфаля), расположенным вблизи краниальных (верхних) холмиков на дне акведука среднего мозга (сильвиевого), и заканчивается на эффекторных клетках ресничного ганглия (gangl. ciliare). Постганлионарные волокна вступают в глазное яблоко.
VII (лицевой) нерв тоже несет парасимпатическую компоненту. Через поднижнечелюстной ганглий он иннервирует подчелюстную и подъязычную слюнные железы, а переключаясь в крылонебном ганглии — слезные железы и слизистую носа.
Волокна парасимпатической системы также входят в состав IX (языкоглоточного) нерва. Через околоушной ганглий он иннервирует околоушные слюнные железы.
Основным парасимпатическим нервом является блуждающий нерв (N. vagus), который наряду с афферентными и эфферентными парасимпатическими волокнами включает чувствительные, двигательные соматические, и эфферентные симпатические волокна. Он иннервирует практически все внутренние органы до прямой кишки.

## Физиология
Преимущественно нейроны парасимпатической нервной системы являются холинергическими. Хотя известно, что наряду с основным медиатором постганглионарные аксоны одновременно выделяют пептиды (например, вазоактивный интестинальный пептид (VIP)). Кроме того, у птиц в ресничном ганглии наряду с химической передачей присутствует и электрическая.
Известно, что парасимпатическая стимуляция в одних органах вызывает тормозное действие, в других — возбуждающий ответ. В любом случае действие парасимпатической системы противоположно симпатической (исключение — действие на слюнные железы, где и симпатическая, и парасимпатическая нервная система вызывают активацию желез).
Парасимпатическая нервная система иннервирует сфинктер зрачка, цилиарную мышцу, подчелюстную и подъязычную железу, околоушную железу, легкие и бронхи, сердце, пищевод, желудок, толстую и тонкую кишку. Сужает зрачок, изменяет аккомодацию, усиливает секрецию иннервируемых желез, сужает бронхи, уменьшает частоту и силу сердечных сокращений, сужает коронарные сосуды, улучшает перистальтику и секрецию в ЖКТ.
Парасимпатическая нервная система не иннервирует потовые железы и сосуды конечностей.